# Sauvie Island
Sauvie Island, früher Wapato Island oder Wappatoo Island genannt, ist eine Flussinsel im US-Bundesstaat Oregon. Die Insel wird begrenzt vom Columbia River im Osten, dem Willamette River im Süden und dem Multnomah Channel im Westen und Norden. Sie ist die größte Flussinsel am Columbia River und eine der größten in den USA. Sie liegt etwa 16 km (10 Meilen) nordwestlich des Stadtzentrums von Portland (Oregon). Der größere Teil der Insel liegt im Multnomah County, das nördliche Drittel gehört zum Columbia County. Ein Großteil der Insel steht unter Naturschutz (Sauvie Island Wildlife Area).

## Geschichte
Vor der Ankunft weißer Pioniere und Siedler im 19. Jahrhundert war Sauvie Island die angestammte Heimat des Chinook-Volks der Multnomah oder Wapato. Es gab etwa 15 Dörfer auf der Insel mit insgesamt etwa 2000 Menschen, die Zedernholzhäuser mit einer Länge von knapp 30 m und einer Breite von etwas mehr als 10 m bauten, in denen sie lebten.
Der britische Leutnant William Robert Broughton, der George Vancouver auf seiner Pazifik-Expedition begleitete, erkundete die Insel 1792. Am 4. November 1805 landete die Lewis-und-Clark-Expedition auf der Insel und nannte sie Wapato Island nach dem gehäuft vorkommenden Breitblättrigen Pfeilkraut (Sagittaria latifolia), auch Wapato genannt. In den folgenden Jahrzehnten wüteten eingeschleppte Infektionskrankheiten wie Pocken, Syphilis, Masern und Tuberkulose unter der einheimischen Bevölkerung. John McLoughlin, der Leiter der Niederlassung der Hudson’s Bay Company im nahegelegenen Fort Vancouver, ließ die wenigen Überlebenden von Wapoto Island evakuieren und die Siedlungen niederbrennen.
1834 gründete der US-amerikanische Geschäftsmann Nathaniel Jarvis Wyeth auf der Insel Fort William, einen Handelsposten, der bereits 1836 wieder aufgegeben wurde. Die Hudson’s Bay Company zerstörte das Fort und errichtete stattdessen eine Milchfarm, die von dem Frankokanadier Laurent Sauvé geführt wurde, nach dem Sauvie Island heute benannt ist.
In den 1840er Jahren kamen die ersten US-amerikanischen Siedler über den Oregon Trail in die Gegend. 1851 wurde auf der Insel ein Postamt eingerichtet, das sich im folgenden Jahr Sauvies Island nannte. 1891 wurde im Norden der Insel der Leuchtturm Warrier Rock Lighthouse erbaut. Während der Prohibition in den Vereinigten Staaten 1919–1933 diente die Insel als Anlaufpunkt für den Alkoholschmuggel aus Kanada in die USA. Seit 1950 ist Sauvie Island über eine Brücke vom Westen her erreichbar; die Brücke wurde 2006–2008 erneuert.